# یوآنس زوناراس
یوآنس زوناراس (به یونانی: Ἰωάννης Ζωναρᾶς) یا ژان زوناراس (سده دوازدهم میلادی) راهب، تاریخ‌نویس و وقایع‌نگار بیزانسی بود. او اقدام به نگارش تاریخ جهان تحت نام تاریخ گزیده نمود که دورانی از زمان خلقت جهان تا سال ۱۱۱۸ را در بر می‌گیرد و اطلاعات ارزشمندی از سدهٔ یازدهم میلادی به خواننده می‌دهد. در این اثر همچنین مطالبی دربارهٔ دورهٔ ساسانیان آورده شده‌است.

## زندگینامه
زوناراس در زمان امپراتوری آلکسیوس یکم کومننوس از صاحب‌منصبان دربار او در قسطنطنیه بود اما پس از آن تارک دنیا شد و به جزیره‌ای دورافتاده به نام هاجیا گلیکریا (نیاندروی امروزی) رفت و به عنوان راهب در آنجا ساکن گردید. در اینجا او به نگارش معروفترین اثر خود با عنوان تاریخ گزیده یا Epitome Historianum پرداخت که دوره‌ای زمانی از آفرینش جهان تا بر تخت نشستن ژان دوم در سال ۱۱۱۸ را در برمی‌گرفت. این اثر ۱۸ جلدی که از نظر فرم و محتوا بر بسیاری از دیگر وقایع‌نامه‌های بیزانسی برتری داشت در قرون وسطی به کرات مورد استفاده قرار گرفت.
زوناراس در نگارش این اثر خود از مجموعه‌ای از منابع ارزشمند استفاده کرده‌است که برخی از آنان همچون رومایکای کاسیوس دیو تنها از این طریق تا به امروز باقی‌مانده‌اند.